# Controvèrsia amb les cèl·lules mare
Existeix una ampla controvèrsia amb les cèl·lules mare, que prové bàsicament dels mètodes de creació de cèl·lules mares. La recerca en particular de cèl·lules mare embrionàries ha esdevingut un tema extremadament sensible. Això és degut al fet que, amb l'actual estat de la tecnologia, per iniciar una nova línia cel·lular es necessari, o bé la destrucció d'un embrió humà, o be fer ús de la tecnologia de clonació terapèutica. Els opositors a la recerca diuen que aquesta pràctica sigui un cavall de Troia per a la clonació reproductiva i equivalent al tractament com a objecte d'un ésser humà en potència. Contràriament els proinvestigació argumenten que és necessari apostar per la investigació de cèl·lules mare embrionàries, ja que s'espera que les tecnologies resultants tinguin un potencial mèdic significatiu. L'intens debat ha dut que les autoritats estats i internacionals promoguessin lleis per de més o menys rigidesa segons l'entorn cultural per posar límits en la investigació basats en valors morals, socials i ètics.

## Controvèrsia amb les cèl·lules mare embrionàries
L'estatus de l'embrió humà i la recerca amb cèl·lules mare embrionàries, ha provat ser un tema previsiblement sensible. La principal raó és que amb l'estat actual de la tecnologia, la creació d'una línia cel·lular de cèl·lules mare requereix o bé la destrucció d'un embrió en un estadi molt primerenc o bé de la clonació terapèutica.
D'aquesta manera, el debat de les cèl·lules mare ha revigoritzat el moviment provida que considera els embrions com a éssers humans en potència amb els mateixos drets que els adults. Els advocats d'aquesta posició també argumenten que la clonació terapèutica és una mena de cavall de Troia cap a la clonació reproductiva. Creuen que la recerca en les cèl·lules mare embrionàries instrumentalitza i viola la santedat de la vida, i critiquen la distinció que es fa entre un blastòcit i un fetus.
Mentre que l'oposició argumenta que la línia en la que un embrió esdevé vida humana roman tan arbitrària com sempre (Parry), i invoca vocabulari científic per demostrar les diferències basades en evidències entre els fetus i els blastòcits. Per exemple mostren imatges per il·lustrar la semblança visual entre els embrions i un grup (amorf) de cèl·lules. Aquesta representació científica de l'embrió va dur a encunyar el terme estratègic "preembrió" com a producte del debat al voltant de la fecundació in vitro, en la dècada de 1980 (Mulkay 1997), com a arma contra el discurs de "l'embrió és vida humana" (ibid.). A més a més, la comunitat mèdica prova de combatre els dubtes ètics ressaltant les potencials teràpies que s'espera que puguin derivar de la recerca en aquesta àrea.

## Tractaments potencials, trajectòries innovadores i expectatives
El ràpid avanç de la ciència i la predicció de beneficis en la recerca de cèl·lules mare ha afegit cert grau d'emotivitat i urgència als debats que -segons alguns sociòlegs- ha estat explotada pels investigadors mèdics per trobar legitimació i seguretat per a les seves pràctiques (Nerensini 2000; Nisbet et al.; Parry 2003). En altres paraules, la comunitat mèdica té una tendència a predir els futurs beneficis de la recerca amb cèl·lules mare sense fer prou pedagogia de la inherent complexitat que acompanya aquestes prediccions. Això ha comportat que els investigadors amb cèl·lules mare hagin estat criticats per aixecar falses expectacions en la gent, i per retratar el futur de la investigació d'una manera molt linear com si el futur de la investigació ja estigués quasi determinat (ibid.).
Els historiadors de la ciència han il·lustrat la notòria dificultat de predir el futur de qualsevol investigació. La recerca amb cèl·lules mare és molt cara, i els crítics amb la investigació diuen que les tecnologies terapèutiques resultants podrien estar només disponibles per aquells que s'ho puguin pagar i no els pobres que ho necessitin. En aquest context d'incertesa social i científica els opositors a la recerca s'afanyen a afirmar que les tecnologies relacionades amb les cèl·lules mare encara es troben en un estadi de desenvolupament i que és virtualment impossible predir els resultats i innovacions en el camp.

## Context polític internacional
La recerca amb cèl·lules mare embrionàries ha dividit la comunitat internacional. En la Unió Europea, Suècia, Finlàndia, Grècia, Bretanya, i els Països Baixos, permeten la recerca amb embrions humans; tanmateix és una pràctica il·legal a Alemanya, Àustria, Irlanda, Itàlia, i Portugal. L'assumpte també ha dividit els Estats Units, amb alguns estats prohibint-lo severament i d'altres donant-li suport financer - vegeu més avall. D'altra banda, la Xina, Corea del Sud, el Japó, l'Índia, i Austràlia són permissius; mentre que Nova Zelanda, la majoria de països africans (excepte Sud Àfrica) i molts dels sud-americans (excepte el Brasil) són restrictius.

### El Grup Hinxton
El Grup Hinxton, un grup d'investigadors mèdics, entesos en ètica i altres entesos en diferents matèries de 14 estats diferents dels Estats Units han publicat un conjunt de guies legals i ètiques relacionades amb la recerca amb cèl·lules mare, en un esforç per tractar les lleis internacionals del camp que estiguin en conflicte, i ha publicat una declaració de consens que fa una crida a un marc regulatori flexible, que es pugui acomodar fàcilment als avanços científics en la matèria, i recomana que en els estats en què s'oposi a la recerca de cèl·lules mare, els científics puguin sentir-se lliures com per seguir amb la recerca a qualsevol altre lloc.
A la llum de la controvèrsia arran del doctor Hwang Woo-Suk, el Grup Hinxton ha així mateix recomanat cert tipus de mesures que previnguin del frau en la recerca amb cèl·lules mare. El grup ha sol·licitat que tots els autors de publicacions sobre cèl·lules mare embrionàries se sotmetin a estudis d'autenticitat per a cada línia cel·lular nova obtinguda i que la font de les cèl·lules mare estigui clarament especificada.
En la vessant ètica al voltant de la recerca amb cèl·lules mare embrionàries, el grup ha recomanat que es creï una base de dades internacional sobre les pautes d'una pràctica ètica, protocols de recerca, formularis de consentiment, i la informació proveïda pels donants. Tanmateix, el potencial per a un consens internacional en aquestes matèries sembla remot donada la complexitat i diversitat dels marcs reguladors en aquesta controvertida àrea de la ciència, tant dintre dels estats com entre els estats.

## Debat polític als EUA

### Orígens del debat polític als EUA
El 1969 es va dur amb èxit la primera fertilització in vitro i el 1973 es va legalitzar l'avortament a tota la federació. Aquests avanços varen esperonar al govern federal a crear regulacions barrant l'ús dels fons públics per a la recerca amb embrions humans. El 1995, el NIH Human Embryo Research Panel aconsellà a l'administració d'en Clinton de fer servir fons públics per a la investigació amb embrions creats específicament amb aquesta fita. En resposta, citant aspectes morals i ètics va decidir no fer servir embrions creats només amb propòsits de recerca, però en canvi es va avenir a seguir la investigació amb els embrions sobrants creats per als tractaments de fertilitat in vitro. A raó d'això, el Congrés hi va intervenir aprovant el 1995 l'Esmena de Dickey que prohibia l'ús de fons federals per a la recerca del que sigui fruit de la destrucció d'embrions sigui quin sigui l'origen d'aquests embrions. L'Esmena d'en Dickey Amendment roman encara com a la llei vigent.

### Resposta del Congrés
L'abril del 2004, 206 membres del Congrés dels Estats Units, incloent-hi diversos republicans moderats, varen signar una lletra demanant al president Bush ampliar el finançament federal en l'estudi de les cèl·lules mare embrionàries més enllà del que ja s'havia compromès.
El maig del 2005, la Cambra de Representants dels Estats Units va votar 238-194 afluixar les limitacions en la recerca de les cèl·lules mare embrionàries — permetent fer ús dels embrions congelats sobrants de processos de fertilització in vitro amb permís dels donants — tot i la promesa de Bush de vetar-ho si s'aprovava. Mesures semblants estan pendents en el senat. El 29 de juliol del 2005, el líder de la majoria del senat William H. Frist (R-TN), va anunciar que també faria disminuir les restriccions de fons federals en les cèl·lules mares embrionàries.

### Estat actual dels fons federals per a les cèl·lules mare embrionàries
Actualment, l'institut nacional de salut (NIH) té 399 programes amb cèl·lules mare embrionàries finançats. El 2005 l'NIH subvencionava amb 607$ milions la investigació amb cèl·lules mare, dels quals 39$ milions eren específicament per a cèl·lules mare embrionàries. Dels 514 tractaments actuals que s'estan realitzant als EUA, 206 reben suport federal, i cap d'ells està relacionat amb les cèl·lules mare embrionàries

### Enquestes relacionades amb la investigació amb cèl·lules mare embrionàries
Els votants republicans estan dividits en la posició respecte a la recerca amb cèl·lules mare, segons una enquesta duta a terme a 800 persones segons l'enquestador David Winston, que també condueix les enquestes per al partit republicà en el parlament i el senat. El 25% dels republicans contestaren que no volien que el govern destinés fons públics en la recerca, 33% estaven a favor del finançament limitat del govern Bush i el 36% volien expandir la recerca als embrions sobrants de les clíniques de fertilitat. L'enquesta Winston va ser patrocinada per un grup de republicans centristes, The Republican Main Street Partnership
Una enquesta del juny del 2004 realitzada per l'Opinion Research Corp. pel Civil Society Institute que tres quartes parts de 1.017 adults enquestats recolzaven la crida de l'antiga Primera Dama Nancy Reagan per reduir les restriccions en la recerca amb cèl·lules mare.^ 
La clonació terapèutica estava recolzada pel 59% dels enquestats en una enquesta del juliol del 2005 a 1.000 adults. Romandre com el líder mundial en recerca mèdica era considerat important pel 95% dels enquestats. L'enquesta la va dur a terme Research America i va ser finançada per a una organització sense ànim de lucre composta d'universitats, grups de pacients i companyies farmacèutiques i biotecnològiques.
El suport total de la recerca en cèl·lules mare embrionàries es va trobar que era del 73% entre cristians en una enquesta del 2004 de Harris Interactive. Era recolzat fins i tot per una majoria de gent que es considerava "molt religiosa".
Una revisió sistemàtica de les dades de les enquestes realitzat pel professor Matthew Nisbet de la Universitat de l'Estat d'Ohio ha arribat a la conclusió de què en les enquestes amb preguntes neutres realitzades per agències de notícies i organitzacions independents en aquest assumpte el suport que hi ha per a l'estudi amb cèl·lules mare embrionàries està en un rang entre el 50 i el 60% de la població estatunidenca. Tanmateix el suport descendeix per sota de la majoria quan es demana l'opinió sobre la recerca amb embrions de diverses fonts com els creats expressament o els clonats. L'opinió pública també es troba fortament influenciada per la fraseologia; d'aquesta manera es pot veure que un suport augmenta quan en la pregunta es fa alguna referència al potencial de cures per alt marge de malalties. Des del 2001, el suport ha anat augmentant a nivell federal, però les enquestes mostren que el creixement es deu pràcticament a un suport cada cop més elevat de demòcrates i independents. Després de les eleccions presidencials del 2004, les enquestes cap al final del 2004 i inicis del 2005 mostraren per primer cop una diferència significativa entre els demòcrates i republicans sobre el seu punt de vista respecte a la recerca amb cèl·lules mare.

## Política als Estats Units
Des del descobriment de les cèl·lules mare, diversos estats del món han revisat la seva legislació pel que fa a la permissivitat amb l'ús d'embrions en la recerca mèdica. El 2001, el Regne Unit va esmenar l'Acta de l'embriologia i Fertilització Humana per permetre la destrucció d'embrions per fer cultius de cèl·lules mare però únicament en el cas de satisfer algun dels següents requisits:
1. Incrementa el coneixement sobre el desenvolupament dels embrions,
2. Incrementa el coneixement sobre una malaltia greu, o
3. Permet que qualsevol coneixement obtingut pugui ser aplicat en el desenvolupament de tractaments per a malalties greus.